# Spedizione britannica all'Everest del 1924

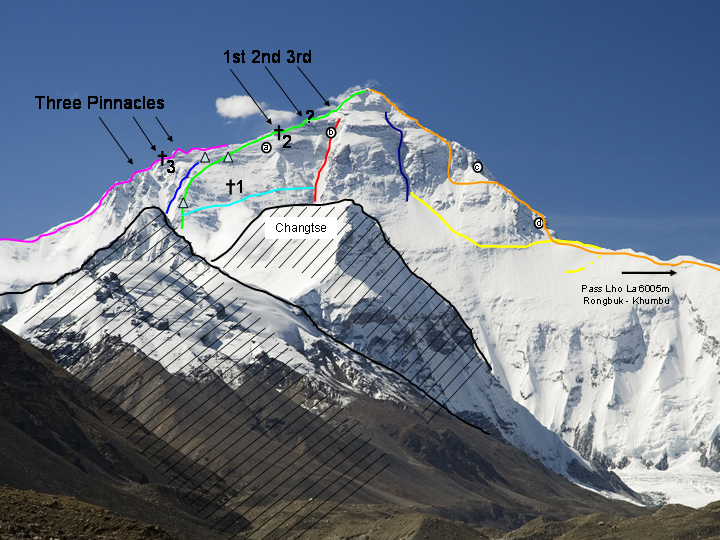
Parete nord dell'everest e via britannica del 1924 (in verde) con indicati i campi V e VI (triangoli) e il luogo di ritrovamento del corpo di Mallory (croce n. 1).

La spedizione britannica all'Everest del 1924 è stata la terza di una serie avente come scopo l'esplorazione geografica e la scalata dell'Everest. È rimasta celebre e allo stesso tempo enigmatica per la scomparsa di George Mallory e Andrew Irvine nel corso del loro ultimo tentativo di attacco alla cima. I due furono visti per l'ultima volta da Noel Odell non molto al di sotto della vetta mentre salivano, poco prima di essere investiti da nuvoloni e da una bufera di neve. I due alpinisti non fecero più ritorno. La questione ancora aperta è se i due alpinisti, prima di morire, siano effettivamente riusciti a raggiungere la cima, anticipando così di quasi 30 anni Edmund Hillary e Tenzing Norgay. La scoperta del corpo di Mallory nel 1999 non ha ancora chiarito la questione. Si cerca ancora di ritrovare la macchina fotografica che probabilmente al momento del disastro si trovava con Irvine.